# Белоусов, Лев Сергеевич (военный)
Лев Сергеевич Белоусов (2 января 1923, Москва, СССР — 23 июня 1988, Москва, СССР) — командир расчёта 45-мм орудия 830-го стрелкового полка 238-й стрелковой дивизии 49-й армии 2-го Белорусского фронта, полный кавалер ордена Славы, старшина — на момент представления к награждению орденом Славы 1-й степени.

## Биография
Родился 2 января 1923 года в городе Москве в семье рабочего. Русский.
В 1940 году окончил 8 классов средней школы № 368 в городе Москве (район Гольяново), затем работал слесарем на Московском заводе № 12.
В 1941 году Сокольническим РВК города Москвы призван в РККА.
С 15 августа 1941 по 25 октября 1942 года в составе Северо-Западного фронта, а с 1 апреля по 19 октября 1943 года в составе Брянского фронта и с 20 октября 1943 года в составе Белорусского фронта участвует в боях Великой Отечественной войны. Член ВКП(б) с 1943 года.
27—28 июня 1944 года в боях за город Могилёв командир расчёта 45-мм орудия 830-го стрелкового полка 238-й стрелковой дивизии старший сержант Белоусов переправил орудие с расчётом через реку Днепр и прямой наводкой уничтожил три огневые точки противника, до десяти солдат, за что был награждён орденом Славы 3-й степени.
13 августа 1944 года на подступах к населённому пункту Стависки (Польша) старший сержант Белоусов (та же воинская часть, 49-я армия) огнём из орудия поддерживал пехоту, помогая ей продвигаться вперёд. При освобождении города Осовец 14 августа выявил и подавил четыре пулемётные точки и поразил до 15 солдат противника, за что был награждён орденом Славы 2-й степени.
21 января 1945 года в бою за высоту в районе населённого пункта Желязна (Восточная Пруссия, ныне Польша) противник оказал сильное огневое сопротивление советским стрелковым подразделениям. Находясь в боевых порядках пехоты, старшина Белоусов вывел орудие на прямую наводку и ликвидировал три пулемёта с расчётами. Указом Президиума Верховного Совета СССР от 29 июня 1945 года за образцовое выполнение заданий командования в боях с немецко-фашистскими захватчиками старшина Белоусов Лев Сергеевич был награждён орденом Славы 1-й степени.
В 1946 году младший лейтенант Белоусов уволен в запас. Инвалид 1-й группы. Жил и работал в Москве. Умер 23 июня 1988 года. Похоронен на Преображенском кладбище (участок 14).

## Награды
- орден Отечественной войны 1-й степени (06.04.1985)[3][4]
- орден Славы 1-й степени № 1857 (29.06.1945)[5]
- орден Славы 2-й степени № 10743 (14.09.1944)[6]
- орден Славы 3-й степени № 106313 (17.08.1944)[2]

медали в том числе:
- - «За доблестный труд. В ознаменование 100-летия со дня рождения Владимира Ильича Ленина»
  - «За победу над Германией в Великой Отечественной войне 1941—1945 гг.»
  - «Ветеран труда»